# Maison du Marichau
La maison du Marichau orthographiée aussi Marichaux est un immeuble classé du XVIIIe siècle situé à Bohan dans la commune de Vresse-sur-Semois, au sud-est de la province de Namur (Belgique). 

## Localisation
Cette maison traditionnelle à colombages se situe au centre du village de Bohan. Elle se situe au no 25 de la place Henri de la Lindi, en retrait de la voirie.

## Historique
La maison a vraisemblablement été construite au cours du XVIIIe siècle et remaniée au XIXe siècle. Ayant acheté la maison en 1859 à Jean-Baptiste Poncelet, le maréchal-ferrant Jean-Pierre Petitjean a donné le nom de son métier à la maison, maréchal devenant marichau. Le bâtiment classé en 1973 reste dans cette famille jusqu'au décès en 1992 d'Aline Henry, veuve de Paulin Petitjean. le petit-fils de Jean-Pierre Petitjean. La maison connaît alors deux propriétaires privés puis devient en 2004 la propriété de la commune de Vresse-sur-Semois alors que l'immeuble tombe dans un état de délabrement avancé. Le bâtiment est vendu en 2016 à Monsieur Nollevaux qui entame la rénovation dès novembre 2016. En octobre 2020, la maison est toujours en phase de rénovation.

## Architecture
Le bâtiment possède un pignon de façade haut de deux niveaux et demi en moellons blanchis de schiste pour le rez-de-chaussée et en pans de bois formant des colombages pour les étages.

## Classement et activités
La maison dite "du Marichaux", place Josué Henry de la Lindi, n°25 est classée depuis le 28 mai 1973 et fait partie de la  liste du patrimoine immobilier classé de Vresse-sur-Semois. 